# Équinoxe (film, 2011)
Pour les articles homonymes, voir Équinoxe (homonymie).
Pour plus de détails, voir Fiche technique et Distribution.

Équinoxe est un film français réalisé par Laurent Carcélès, sorti en 2011.

## Synopsis
Nathalie et Martin partent pour des séances photos sur l'estran de la baie du Mont Saint Michel. Ils se font surprendre par la marée montante. Au crépuscule, le brouillard arrive et avec lui, les angoisses de la mort surgissent...

## Fiche technique
- Réalisation : Laurent Carcélès
- Scénario : Laurent Carcélès
- Productrion : Alice Renaux[1], Laurent Carcélès et Gwenaëlle Charpentier[1]
- Société de production : Dracar Productions[1]
- Directeur de la production : Patrick Roques[1]
- Photographie : Thierry Schwartz
- Musique : Hèctor Parra
- Son : Guillaume Limberger, Jean-Bernard Thomasson et François Lalande[1]
- Script : Samantha Tell[1]
- Décors : Yann Ricordo
- Costumes : Marie-Claude Brunet
- Montage : Valérie Longeville
- Durée : 80 min
- Pays de production :  France
- Date de sortie :
  - France : 30 mars 2011

## Distribution
- Aurélien Recoing : Martin
- Caterina Murino : Nathalie / la veuve
- Jean-François Balmer : le pêcheur
- Jacques Brunet : le moine
- Anouchka Rodriguez : la petite fille
- Delphine Depardieu : Camille
- Renaud Cestre : Michel